# Раковская (Архангельская область)
Раковская — деревня в Шенкурском районе Архангельской области. Административный центр Верхоледского сельского поселения. 

## География
Деревня расположена на левом берегу реки Ледь, притока Ваги, в 54 км северо-западнее Шенкурска. Мост через реку в районе Раковской является объектом культурного наследия. Жители в быту делят деревню на две части: Погост (до административного здания поселения, от въезда в деревню со стороны г. Шенкурска) и Заполье (от административного здания поселения в сторону поселка Уколок). Такое деление позволяет проще ориентироваться внутри деревни. В деревне имеется административное здание для работы главы МО "Верхоледское", магазин, клуб (актовый зал, библиотека), кладбище (захоронения происходят со всех близлежащих поселений). Для связи имеется таксофон, точки доступа в Интернет. Ближайшая почта и ФАП в поселке Уколок.
Часовой пояс
Раковская, как и вся Архангельская область, находится в часовой зоне МСК (московское время). Смещение применяемого времени относительно UTC составляет +3:00.

## История
Указана в «Списке населённых мест по сведениям 1859 года» в составе 1-го стана Шенкурского уезда Архангельской губернии под номером «2197» как «Троицкое (Погостъ Раковский, Погостская) ». Насчитывала 13 дворов, 49 жителей мужского пола и 54 женского. Также в деревне была православная церковь.
В «Списке населённых мест Архангельской губернии к 1905 году» деревня разделена на две: Раковская(Погостъ) и Избишная(Заполье), которые совокупно насчитывают 37 дворов, 142 мужчины и 135 женщин. В Раковской указано наличие церкви. В административном отношении деревни входила в состав Верхоледского сельского общества Великониколаевской волости.
В 1911 году поселения оказались в составе новой Котажско-Верхоледской волости, которая выделилась из Великониколаевской. На 1 мая 1922 года в селе Раковском и деревне Избишной было 68 дворов, 119 мужчин и 165 женщин.
Среди исторических зданий деревни  - магазея второй половины 19 века. Является объектом культурного наследия регионального значения. Амбары-магазеи («мангазеи», хлебозапасные амбары, запасные магазины) выполняли функции резервного хранилища зерна для обеспечения, в случае неурожая, населения семенным зерном и продовольствием. Это общественная постройка хозяйственного назначения находящейся в собственности крестьянской общины.

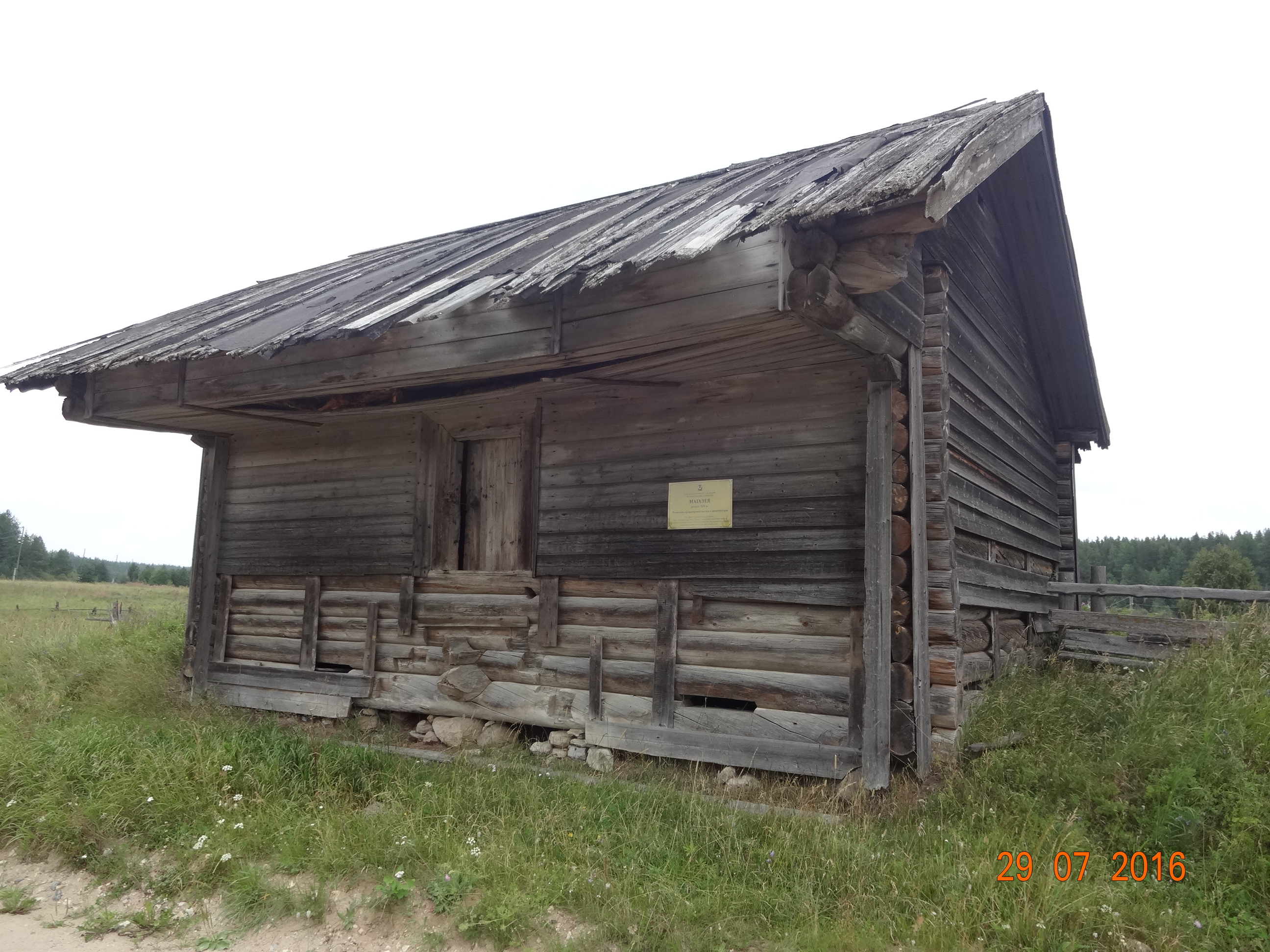
Магазея в Раковской. Вторая половина 19 века. Объект культурного наследия регионального значения.
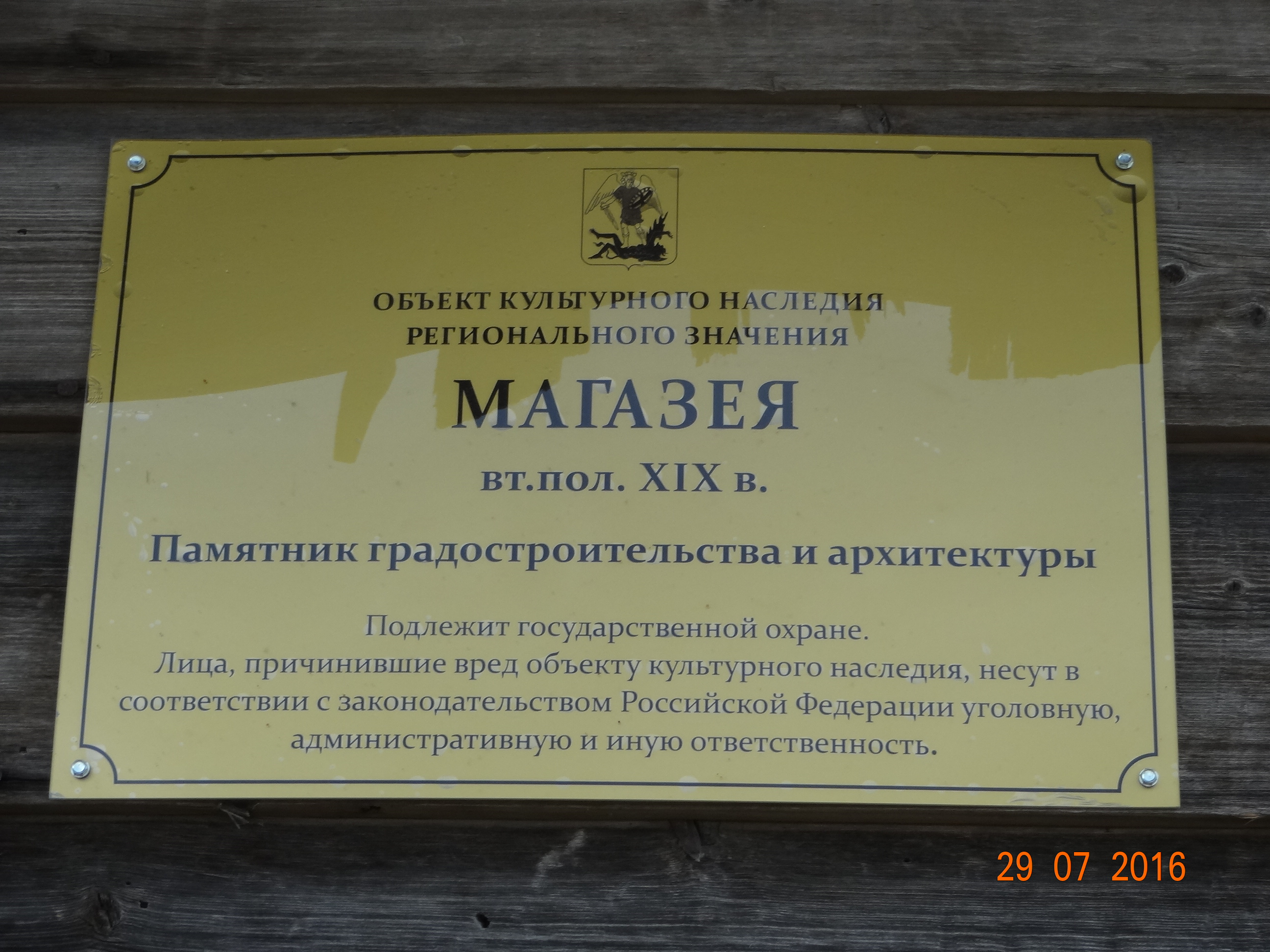
Табличка на магазее в Раковской.

## Население
| 2002 | 2010 | 2012 |
| ---- | ---- | ---- |
| 150  | ↘76  | ↗109 |

Население деревни, по данным Всероссийской переписи населения 2010 года, составляла 76 человек. В 2009 году числилось 109 человек.